# Herøyfjorden (Herøy)
Herøyfjorden er en fjord i Herøy kommune i Møre og Romsdal fylke i Norge. Den er omkring otte kilometer lang og to kilometer bred, og går fra vest mod øst mellem Bergsøya og Gurskøya.
Fjorden har en største dybde på 175 meter.
Længst mod øst i fjorden ligger de små øer Herøya, som har givet navn til både kommunen og fjorden, og Nautøya, hvor fjorden krydses af riksvei 654 via Herøybroen. Midt i Herøyfjorden ligger den fraflyttede øgruppe Flåvær, som er nogle små øer med et fyrtårn og nogle feriehuse. På sydsiden af Herøyfjorden, på Gurskøya, ligger landsbyen Moltustranda, og på nordsiden, på Bergsøya,  Eggesbønes.
Herøyfjorden er en naturlig sejlrute fra  Nordsøen eller langs kysten syd for Stad, ind til  Eggesbønes eller videre mod Ulsteinvik eller Ålesund. Hurtigruten går to gange daglig gennem Herøyfjorden.